# Seke-Banza (territoire)
Pour la localité, voir Seke-Banza.
Le Territoire de Seke-Banza est une subdivision de la province du Kongo central en république démocratique du Congo.

## Géographie
Il est bordé: à l'est par le territoire de Luozi, à l'ouest par les territoires de Lukula et de Moanda, au nord par le territoire de Tshela et au sud par la ville de Matadi. Composé de 5 Secteurs (Bundi, Isangila, Nsumbi, Lufu et Mbavu). La localité de Seke-Banza situé à 80 km au nord de la ville de Matadi, est le chef lieu du territoire et tire son nom du Kikongo Tseke Mbanza pour Tseke: savane et Mbanza: Cité.

## Communes
Le territoire compte 2 communes rurales de moins de 80 000 électeurs.
- Seke-Banza, (7 conseillers municipaux)
- Kinzau-Vuete, (7 conseillers municipaux).

## Secteurs
Le territoire de Seke-Banza est organisé en 5 secteurs et 28 groupements.
- Secteur Bundi, constitué de 6 groupements : Kitsiengo, Kungu-Yalala, Mongodolo, Mumba-Nkazu, Nlamba, Seke-Banza.
- Secteur Isangila, constitué de 4 groupements : Isangila, Kizulu-Tadi, Saka, Seke-Lolo.
- Secteur Lufu, constitué de 3 groupements : Kionzo, Nsanda, Vivi.
- Secteur Mbavu, constitué de 9 groupements : Kavuzi, Khuni, Makaba, Matamba, Mbenza, Nziuti, Phudi, Sanzulu, Tsundi.
- Secteur Nsumbi, constitué de 6 groupements : Lolo-Mazinga, Lolo-Ndamvu, Lusenge-Makuku, Lutala-Mbeko, Nsumbi-Nord, Nsumbi-Sud.

## Population
Le territoire de Seka-Banza est habité principalement par quelques tribus de l'ethnie Kongo à savoir: Yombe, Manianga, Vungu et Mboma. Ces populations sont essentiellement rurales mais le territoire compte quelques centres urbains tels que Kinzao-Mvuete, Kuakua, Mvuzi, Lukimba, Mbata-Siala, Kilengi, Sumbi, Sanzala, etc.

## Économie
C'est dans ce territoire que se situent les barrages hydroélectriques d'Inga, parmi les plus importants d'Afrique.
La principale source de revenu de la population locale reste l'Agriculture et le petit commerce.